# Wishing Well (주스 월드의 노래)

주스 월드의 "Wishing Well"은 미국의 래퍼이자 싱어송라이터인 주스 월드에 의해 만들어진 곡이다. 이전 곡은 Come & Go (song), 다음 곡 = Smile (Juice Wrld and The Weeknd song)이다. 그의 사후 세 번째 정규 음반인 레전드 네버 다이(Legends Never Die)에서 제작자 닥터 루크, 찹스쿼드 DJ와 함께 발매되었다.2020년 7월 28일 이 음반의 다섯 번째 싱글로 리듬 컨템포러리 라디오로 보내졌다. 2020년 7월 13일, 뮤직비디오가 공개되었다. 명예, 우울증, 마약 사용을 반영한 고무적인 곡으로, 빌보드는 이 곡을 음반에서 최고의 곡으로 선정하면서, 그것을 돋보이게 여기는 비평가들로부터 긍정적인 평가를 받았다. 이 곡은 빌보드 핫 100에서 5위로 데뷔했으며, 동시에 이 앨범의 다른 4곡과 함께 10위 안에 들었다.

## 가사
I can't breathe (Chopsquad), I can't breathe, 999
숨을 못 쉬지. 숨을 못 쉬지, 999
Waiting for the exhale
기다렸다가 내뱉지
I toss my pain with my wishes in a wishing well
내 고통을 소망과 함께 우물에 던져 버리네
I can't breathe, I'm waiting for the exhale
숨을 쉴 수가 없네, 기다렸다가 내뱉지
Toss my pain with my wishes in a wishing well
내 고통을 소망과 함께 우물에 던져 버리네
Still no luck, but oh well
여전히 운이 없지만, 괜찮아
I still try even though I know I'm gon' fail
여전히 노력하지만, 떨어질 걸 이미 아네
Stress on my shoulders like a anvil
스트레스가 어깨를 감싸, 쇳덩이처럼
Perky got me itching like a anthill
진통제가 개미집처럼 날 간지럽게 하지
Drugs killing me softly, Lauryn Hill
약이 날 천천히 죽이지, Lauryn Hill의 노래처럼
Sometimes I don't know how to feel
가끔은 모르겠어, 감정이 어떤 건지
Ring-ring, phone call from depression
Ring-ring, 전화가 와, 우울로부터
You used my past and my memories as a weapon
넌 내 과거와 기억을 이용해, 무기처럼
On the other line, I talk to addiction, huh
다른 회선에선 난 중독과 이야기를 하지
Speaking of the devil, all the drugs, I miss them
악마라던가 약 봉투들을 난 피하려고 하지
This can't be real, is it fiction?
이게 현실 일 수 없지, 혹시 소설?
Somethin' feels broke, need to fix it
가끔씩은 고장 난 것 같아, 고쳐야겠지
I cry out for help, do they listen?
울면서 도움을 청해도, 들기는 할까?
I'ma be alone until it's finished
난 혼자일걸, 죽을 때까지
This is the part where I tell you I'm fine, but I'm lying
너에겐 괜찮다고 말하지만, 그건 다 거짓말이지
I just don't want you to worry
난 그저 네가 걱정하지 않기를 원해
This is the part where I take all my feelings and hide 'em
내 감정들을 모두 모아서 숨겨버리네
'Cause I don't want nobody to hurt me
누구한테도 다치고 싶지 않으니까
I can't breathe, I'm waiting for the exhale
숨을 못 쉬지, 기다렸다고 내뱉지
Toss my pain with my wishes in a wishing well
내 고통을 소망과 함께 우물에 던져 버리네
Still no luck, but oh well
여전히 운이 없지만, 괜찮아
I still try even though I know I'm gon' fail
여전히 노력하지만, 떨어질 걸 이미 아네
Stress on my shoulders like a anvil
스트레스가 어깨를 감싸, 쇳덩이처럼
Perky got me itching like a anthill
진통제가 개미집처럼 날 간지럽게 하지
Drugs killing me softly, Lauryn Hill
약이 날 천천히 죽이지, Lauryn Hill의 노래처럼
Sometimes I don't know how to feel
가끔은 모르겠어, 감정이 어떤 건지
Sometimes I don't know how to feel
가끔은 모르겠어, 감정이 어떤 건지
Let's be for real
솔직해지는 거야
If it wasn't for the pills, I wouldn't be here
약이 없었으면 난 여기에 없었겠지
But if I keep taking these pills, I won't be here, yeah
이 약들을 먹지 않는다면 여기에 있지도 못하겠네
I just told y'all my secret, yeah
내 비밀들을 털어났더니
It's tearing me to pieces
난 갈기갈기 찢어놓네
I really think I need them
난 정말로 그게 필요할 거 같아
I stopped taking the drugs and now the drugs take me
내가 약을 삼켰지만 이젠 약이 나를 삼키지
This is the part where I tell you I'm fine, but I'm lying
너에는 괜찮다고 말하지만, 그건 다 거짓말이지
I just don't want you to worry
난 그저 네가 걱정하지 않기를 원해
This is the part where I take all my feelings and hide 'em
내 모든 감정들을 모아 숨겨버리네
'Cause I don't want nobody to hurt me
누구에게도 다치고 싶지 않으니까
I can't breathe, I'm waiting for the exhale
숨을 쉴 수가 없네, 기다렸다가 내뱉지
Toss my pain with my wishes in a wishing well
내 고통을 소망과 함께 우물에 던져 버리네
Still no luck, but oh well
여전히 운이 없지만, 괜찮아
I still try even though I know I'm gon' fail
여전히 노력하지만, 떨어질 걸 이미 아네
Stress on my shoulders like a anvil
스트레스가 어깨를 감싸, 쇳덩이처럼
Perky got me itching like a anthill
진통제가 개미집처럼 날 간지럽게 하지
Drugs killing me softly, Lauryn Hill
약이 날 천천히 죽이지, Lauryn Hill의 노래처럼
Sometimes I don't know how to feel
가끔은 모르겠어, 감정이 어떤 건지

## 배경 및 구성
이 곡은 "로린 힐 (Lauryn Hill)"이라는 제목으로 처음 유출되었다."약물이 나를 부드럽게 죽인다, 로린 힐"이라는 대사 때문에 라는 의미를 담고 있다. 트랙은 기타 인트로로 시작한다. 그리고 Robotech 샘플로 구성된다. 유령처럼 여겨져 그럼에도 불구하고, 그것은 주스 월드가 어떻게 괜찮을지에 대해 노래하는 것을 발견한다. 비록 항상 그렇지는 않을지 모르지만, 결국, 그는 그의 팬들과 가족을 행복하게 유지하기를 원하기 때문이다. 하이프비스트의 펠슨 사요나스는 《위싱 웰》이 주스 월드가 "악마로부터 자유로워지고자 하는 깊은 욕망과 마약과 우울증의 지속적인 순환"에 대한 은유라고 언급했다. 후렴구에서는 "퍼키가 개미집처럼 나를 가려워하게 했다"라는 대사가 그의 죽음을 초래한 약물인 퍼코셋을 가리킨다. 천재' 크리스 멘치는 이 대사를 쥬스의 죽음에 대한 "엄청난 예측"이라고 묘사했다.

## 비판적 수신
빌보드는 이 곡을 레전드 네버 다이에서 가장 좋은 곡으로 선정했는데, 이 잡지의 마이클 사포나라는 이 곡을 "주스가 그의 선물을 전시한 보나피드 튀는 컷"으로 간주했다.롤링 스톤스의 대니 슈워츠는 블링크-182와 비교하며 "급상승하는 두드러진 특징"이라고 불렀다.알렉스 지달 핫 뉴 힙합 (Zidel Hot New Hip Hop)은 주스 월드 가 알려 주는 골치 아픈 이야기 때문에 감정이 섞여 있다고 말했다. 루트 엑스 (Rootxx)의 애런 윌리엄스는 이 곡이 음반의 중심곡이라고 칭찬하면서 이 트랙이 "진짜 가슴아프고 음반의 감정적인 고조로 이어진다"고 말하는 한편, Juice Wrld의 마약 문제에 대한 인식을 지적하며, "만약 그 약이 아니었다면, 나는 여기 있지 않았을 것이다/하지만 이 약을 계속 복용한다면, 나는 H가 되지 않을 것이다"라고 가사를 인용했다. "이전에." 버라이어티의 젬 애스와드는 "의도 없이 시의적절한" 오프닝 라인인 "숨을 쉴 수 없다"를 언급하며 이 곡을 이번 주의 최고 곡 중 하나로 선정했다. 그러나, 이 잡지는 이 대사를 다른 Juice Wrld 노래인 "Conversations"의 곡으로 잘못 돌렸다.

## 뮤직 비디오
2020년 7월 13일 공식 애니메이션 비디오가 출시되었다. KDC Visions가 만든 비주얼은 주스 월드가 자신의 응어러진 보라색 감정을 골판지 상자 밖으로 던져 실제의 희망에 담아내는 것으로 시작된다. 이 곡의 가사와 마찬가지로, 이 곡은 주스 월드가 명성과 마약 사용에 대처하는 모습을 보여준다. 다양한 이모티콘들이 그의 감정으로 작용하고, 장면들은 개미들의 군대로 잘려나가고, 주스는 컨버터블 위에서 별을 응시하며, 그의 저택에서 사치스러운 생활을 한다. 그는 또한 전화 통화를 통해 그리고 정신과 의사들을 묘사하며 아픔을 이야기하고 도움을 구하는 모습을 볼 수 있다.

## 차트
| Chart (2020-2021)                   | Peak position |
| ----------------------------------- | ------------- |
| 오스트레일리아 (ARIA)               | 14            |
| 오스트리아 (Ö3 오스트리아 탑 40)    | 36            |
| 벨기에 (울트라팁 플랑드르)          | 2             |
| 빌보드 글로벌 200 (《빌보드》)      | 46            |
| 캐나다 (캐나디안 핫 100)            | 8             |
| 체코 (싱글 디지털 Top 100)          | 27            |
| 덴마크 (트랙리슨)                   | 32            |
| 독일 (미디어 컨트롤 AG)             | 88            |
| Greece (IFPI)                       | 30            |
| 헝가리 (스트림 Top 40)              | 24            |
| Iceland (Plötutíðindi)              | 32            |
| 아일랜드 (IRMA)                     | 9             |
| Lithuania (AGATA)                   | 21            |
| 네덜란드 (싱글 톱 100)              | 41            |
| 뉴질랜드 (레코드 뮤직 NZ)           | 13            |
| 노르웨이 (VG-리스타)                | 23            |
| 포르투갈 (AFP)                      | 57            |
| 50                                  |               |
| 스웨덴 (스베리예토프리스탄)         | 27            |
| 스위스 (슈바이처 히트파라데)        | 63            |
| 영국 싱글 (오피셜 차트 컴퍼니)      | 15            |
| 미국 빌보드 핫 100                  | 5             |
| 미국 핫 알앤비/힙합 송 (《빌보드》) | 4             |
| 9                                   |               |
| US Rolling Stone Top 100            | 4             |

| Chart (2020)                         | Position |
| ------------------------------------ | -------- |
| Canada (Canadian Hot 100)            | 87       |
| US Billboard Hot 100                 | 92       |
| US Hot R&B/Hip-Hop Songs (Billboard) | 45       |
| US Rhythmic (Billboard)              | 43       |

## 인증
| 국가                               | 인증        | 판매량/출하량 |
| ---------------------------------- | ----------- | ------------- |
| 오스트레일리아 (ARIA)              | 플래티넘    | 70,000        |
| 덴마크 (IFPI Danmark)              | 골드        | 45,000        |
| 포르투갈 (AFP)                     | 플래티넘    | 10,000        |
| 영국 (BPI)                         | 플래티넘    | 600,000       |
| 미국 (RIAA)                        | 2× 플래티넘 | 2,000,000     |
| 판매량+스트리밍을 기반으로 한 인증 |             |               |

## 같이 보기
- 주스 월드
- 조지 플로이드
- 조지 플로이드 사망 사건